# Stenaspidius matthewsi
Stenaspidius matthewsi is een keversoort uit de familie cognackevers (Bolboceratidae). De wetenschappelijke naam van de soort werd in 1974 gepubliceerd door Henry Fuller Howden.